# 1992 في كوريا الجنوبية
فيما يلي قوائم الأحداث التي وقعت خلال عام 1992 في كوريا الجنوبية.

## سياسة

### انتهاء فترة المنصب
- 29 مايو – روه مو هيون عضو الجمعية الوطنية الكورية الجنوبية  [لغات أخرى]‏.
- 19 ديسمبر – كم داي جنغ عضو الجمعية الوطنية الكورية الجنوبية  [لغات أخرى]‏.

## رياضة
- 1 يناير – بطولة العالم للناشئين لألعاب القوى 1992

## برامج ومسلسلات وأنمي
- إنكيغايو

## مواليد

### يناير
- 11 يناير – إي سونغ هون مغني كوري جنوبي.
- 11 يناير – سونغ سيونغ مين لاعب كرة قدم كوري جنوبي.[1]

### فبراير
- 12 فبراير – سويو[2]
- 13 فبراير – تشانغ وو ريم لاعب كرة قدم كوري جنوبي.[3]
- 20 فبراير – كيم سانج وون لاعب كرة قدم كوري جنوبي.[4]

### مارس
- 13 مارس – إل مغني كوري جنوبي.

### مايو
- 2 مايو – سون مي مغنية كورية جنوبية.
- 6 مايو – بيون بايك هيون مغني كوري جنوبي.[5]

### يونيو
- 6 يونيو – هيونا مغنية كورية جنوبية.[6]
- 13 يونيو – كيم جين سو لاعب كرة قدم كوري جنوبي.[7]
- 20 يونيو – كيم وو جين نبّال كوري جنوبي.[8]
- 27 يونيو – سو هي

### يوليو
- 8 يوليو – سون هنغ من لاعب كرة قدم كوري جنوبي.
- 31 يوليو – ليزي[9]

### أغسطس
- 28 أغسطس – هوانغ أوي-جو لاعب كرة قدم كوري جنوبي.[10]

### سبتمبر
- 1 سبتمبر – هيليم مغنية كورية جنوبية.
- 5 سبتمبر – بارو
- 21 سبتمبر – تشين مغني كوري جنوبي.

### أكتوبر
- 19 أكتوبر – كيم جي وون ممثلة كورية جنوبية.

### نوفمبر
- 27 نوفمبر – تشانيول

### ديسمبر
- 4 ديسمبر – جين مغني كوري جنوبي وأحد أعضاء فرقة فتيان بانقتان.